# اولف داگبی
اولف داگبی (سوئدی: Ulf Dageby؛ ۱۰ مهٔ ۱۹۴۴ – ۱۶ ژوئیهٔ ۲۰۲۴) موسیقی‌دان، ترانه‌سرا و خواننده اهل سوئد بود.
از فیلم‌هایی که وی در آن‌ها نقش داشته است، می‌توان به بازجویی اشاره نمود.